# Sakkara

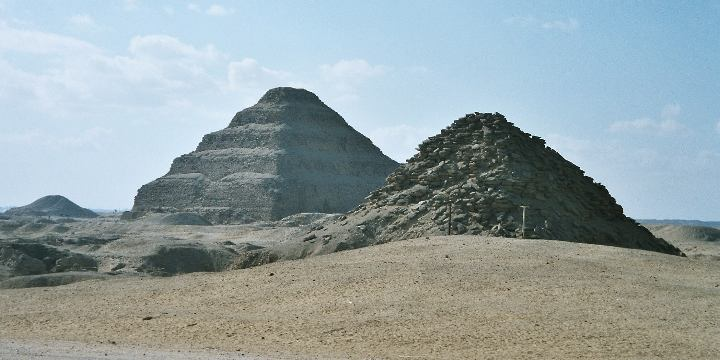
Gravfältet och Djosers trappstegspyramid i Sakkara. Kullen längst till vänster är Unas pyramid, den till höger är Userkafs pyramid.

Sakkara eller Saqqara (arabiska: سقارة) är ett vidsträckt begravningsområde i Egypten strax väster om Nilen cirka 20 kilometer söder om Kairo centrum. Området var ett gravfält (nekropol) för forntida Egyptens huvudstad Memfis från tidig dynastisk tid (cirka 3000–2680 f.Kr.) och Gamla rikets tid (cirka 2680–2150 f.Kr.) i vilka åtskilliga kungar och högre ämbetsmän begravdes. Farao Djosers trappstegspyramid, byggd cirka 2680 f Kr., är det mest berömda gravmonumentet i området. Pyramiden är byggd i sex avsatser till en höjd av 60 meter och är världens äldsta kompletta byggnad uppförd i uthuggen sten.
Det har gjorts flera viktiga arkeologiska fynd i området. Bland annat ett antal mastabas samt tre träsarkofager. Den ena av sarkofagerna innehåller en mumie från Nya riket, cirka 1500–1000 f.Kr. De två andra kommer från Mellersta riket omkring 2000 f.Kr. Dessa tillhör enligt inskriptionen Sabak Hatab, man, och Sint Ayt Ess, kvinna.
Sakkara gränsar mot Abusir i norr och Dahshur i söder. Området, från Gizaplatån i norr till Dahshur i söder har varit en nekropol för innevånare i Memphis under olika perioder och upptogs på Unescos världsarvslista 1979.

## Sakkara
Tvärtemot vad som de flesta tror härstammar namnet Sakkara inte från begravningsguden Seker utan från Beni Saqqar vilket är namnet på den lokala berberstammen. Beni Saqqar betyder "Sönerna av Saqqar." Då de inte är ursprungsbefolkningen i området är det osannolikt att de skulle ha tagit sitt namn efter en forntida gud som för dem var okänd fram till början av de arkeologiska utgrävningarna.[källa behövs]

## Sakkara Serapeum

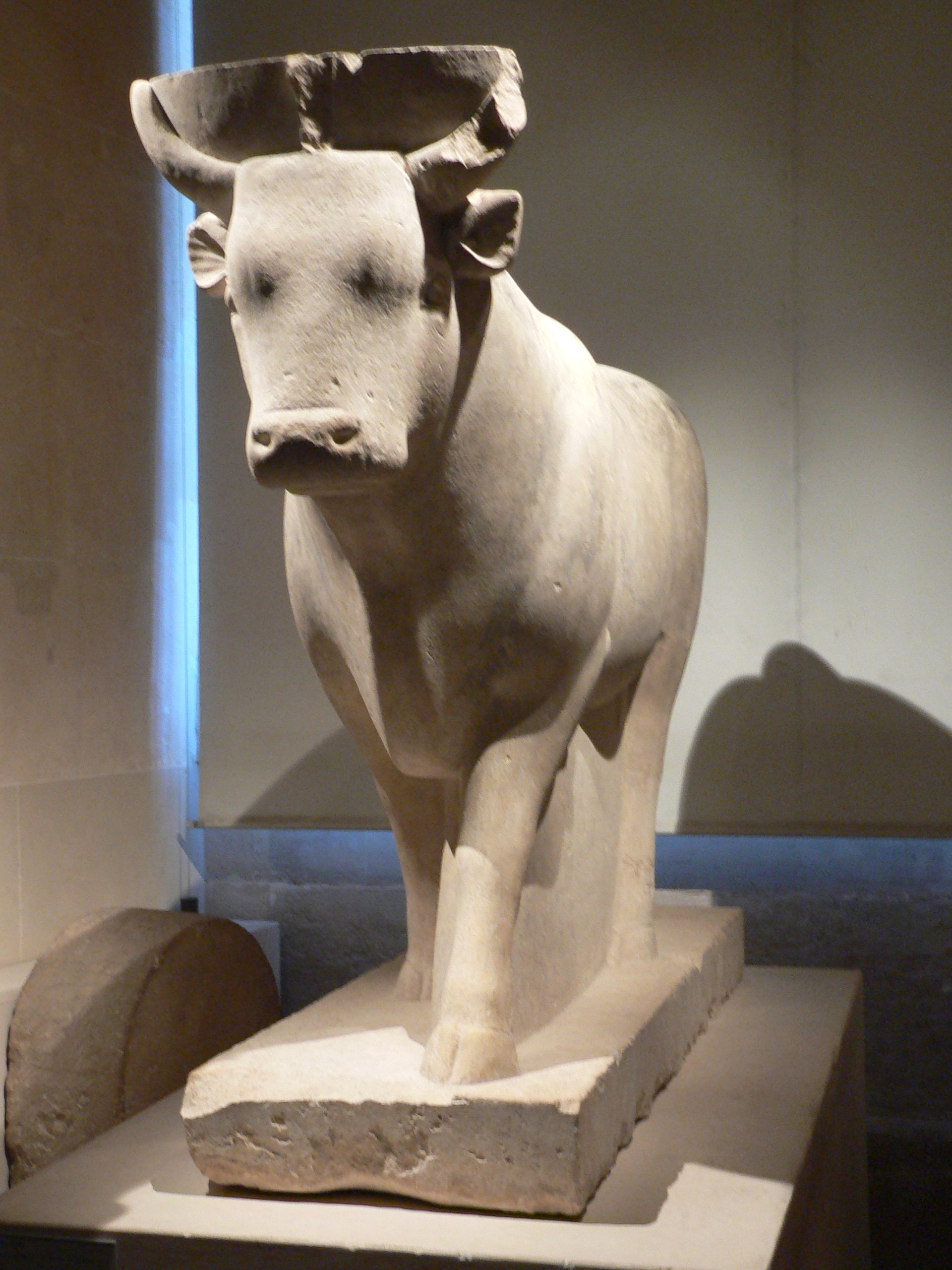
Staty av Apis, 30:e dynastin, Louvren.

Sakkara Serapeum som ligger nordväst om Djosers trappstegspyramid var ett begravningsfält för Apis tjurar, ett levande tecken på guden Ptah. Enligt tron blev tjurarna odödliga efter döden som Osiris Apis, avkortat till Serapis.
Gravarna för dessa tjurar finns att beskåda i en tunnel vid Sakkara Serapeum i stora sarkofager av granit som väger upp till 70 ton och innehåller de mumifierade tjurarna. En andra tunnel cirka 350 meter lång, 3 meter bred och med en höjd av 5 meter grävdes under Psammetikus I regi och användes senare under den Ptolemeiska dynastin.

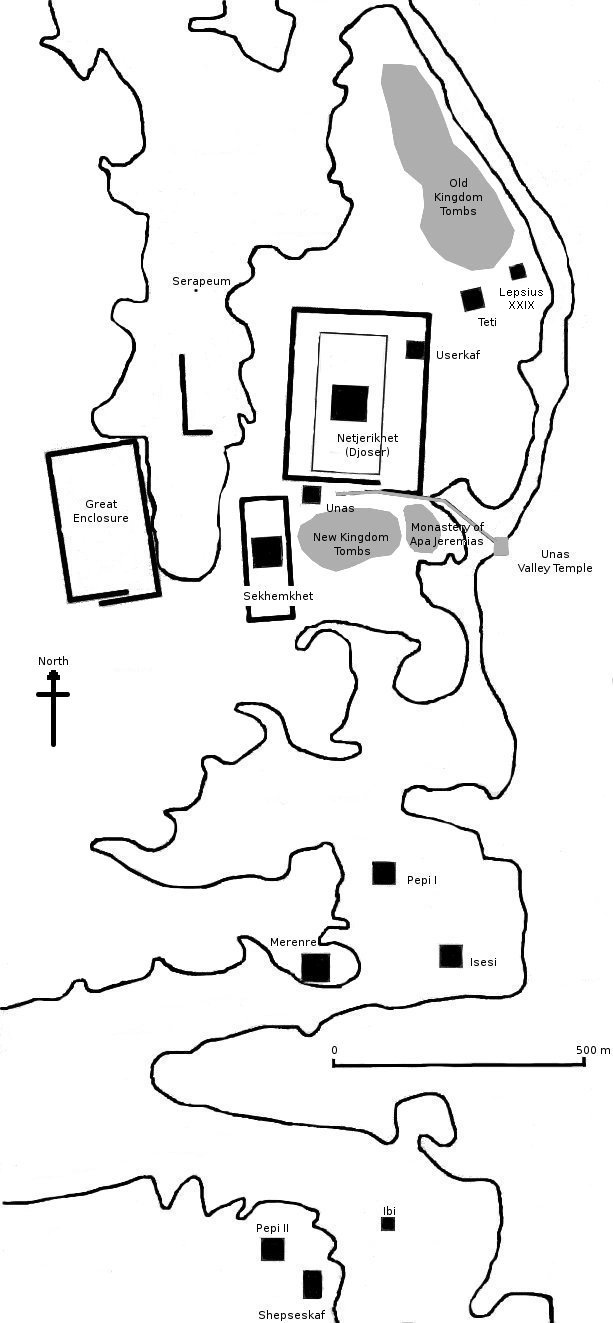

Den långa boulevarden som leder till den ceremoniella platsen är kantad av 600 sfinxer.

## Monument i området

### Tidig dynastisk tid
- Farao Hetepsekhemuis grav
- Farao Ninetjers grav

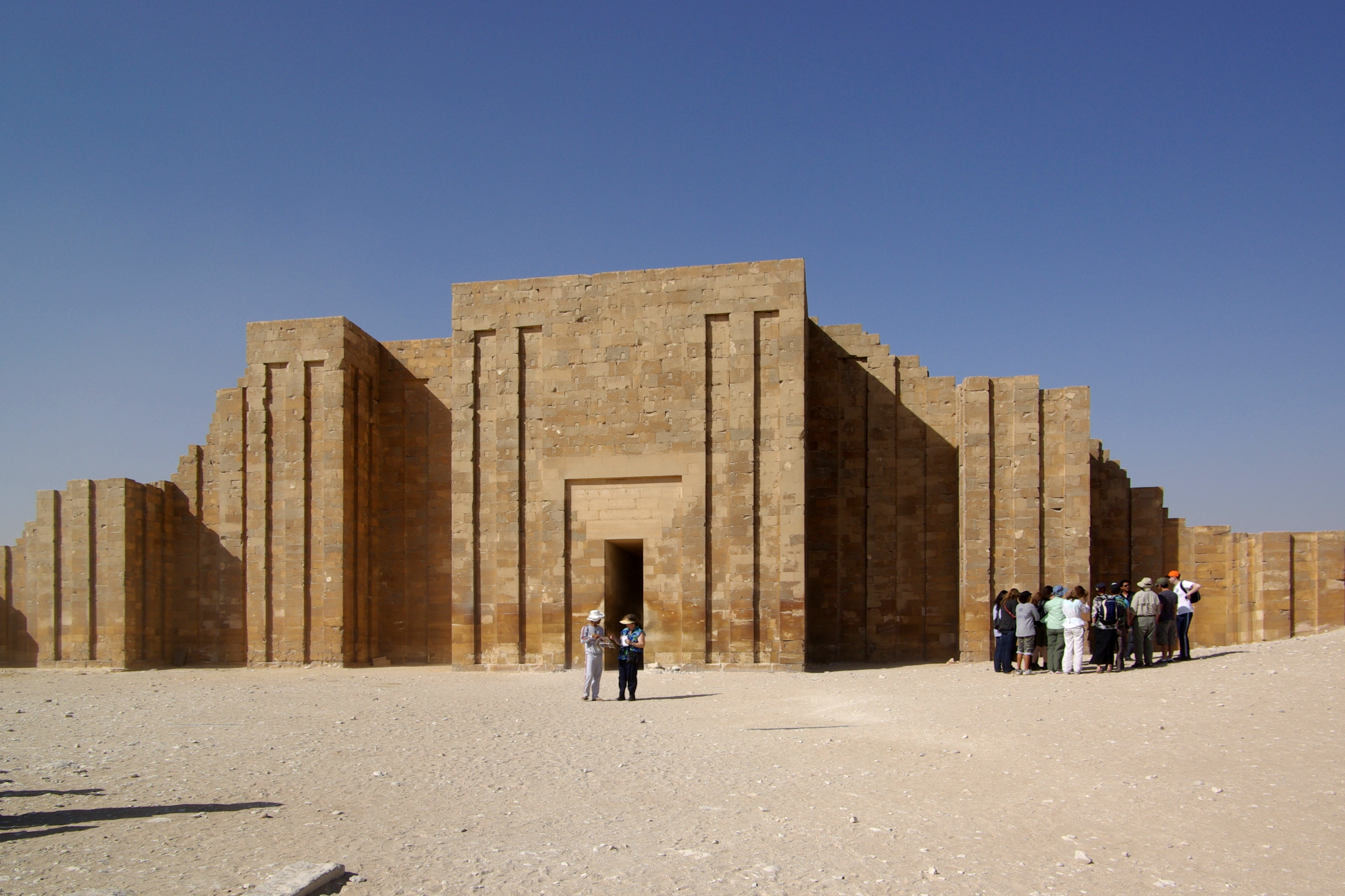
Begravningsuppsättning för Djoser

- Den begravda pyramiden, farao Sekhemkhets gravkammare
- Gisr el-Mudir, farao Khasekhemwys gravkammare
- Djosers trappstegspyramid

### Gamla riket
- Mastabet el-Fara'un, mastaba för farao Shepseskaf (4:e dynastin)
- Farao Userkafs pyramid (5:e dynastin)
- Haram el-Shawaf, Pyramid för kung Djedkara
- farao Menkauhors pyramid
- Mastaba för Ti
- Mastaba för två bröder (Khnumhotep och Niankhkhnum)
- Farao Unas pyramid
- Mastaba för Ptahhotep
- Tetis pyramid (6:e dynastin)
- Mastaba för Mereruka
- Mastaba för Kagemni
- Farao Pepi Is pyramid
- Farao Merenra I pyramid
- Farao Pepi IIs pyramid

### Första mellantiden
- Farao Kakara Ibis pyramid (8:e dynastin)

### Andra mellantiden
- Farao Khendjers pyramid (13:e dynastin)
- Pyramid för en okänd farao

### Sentiden
- Flertalet gravar för ämbetsmän från Sentiden.
- Serapeum (från Ptolemeiska dynastin)
- Den så kallade 'Filosofernas cirkel', ett viktigt monument av antikens Grekland tänkare och poeter, bestående av statyer av Hesiodos, Homeros, Pindaros, Platon och andra (Ptolemaiska)
- Flertalet koptiska kloster, bland annat från antikens Egypten